# Irina Jerebkina
Irina Anatoliyivna Jerebkina née le 9 avril 1959 à Nijyn, est une universitaire féministe ukrainienne. Elle est professeure de théorie de la culture et de philosophie des sciences à l'Université nationale VN Karazin Kharkiv et directrice permanente du Centre d'études sur le genre de Kharkiv (KhCGS), qu'elle a contribué à fonder en 1994.

## Biographie
Irina Jerebkina grandit à Chișinău, la capitale de la Moldavie. Elle a toujours voulu devenir philosophe depuis son enfance.
Jerebkina étudie la philosophie à Kiev et travaille au début des années 1990 à l'Institut de philosophie de l'Académie russe des sciences à Moscou.
Elle rencontre Sergueï Jerebkin à l'université de Kiev, et tous deux font partie d'un cercle d'intellectuels autour de Valery Podoroga, un philosophe postmoderniste.
Sergueï Jerebkin obtient par la suite un emploi dans l'enseignement à Kharkiv, et Irina l'y rejoint plus tard. En 1994 elle cofonde le Centre d'études sur le genre de Kharkiv à l'Université nationale de Kharkiv. Irina Jerebkina pense alors que d'autres instituts de ce type vont se développer dans les pays de l’ancienne Union soviétique, mais ce n'est pas le cas. Elle fonde une université d'été sur le genre en Crimée qui attire des étudiantes en provenance de pays de l’ancienne Union soviétique.

### Conséquence de l'invasion de l'Ukraine par la Russie
Antinationaliste, Jerebkina voit le nationalisme comme une communauté imaginaire maintenue par le sentiment d'une  « perte » ou d'un « manque » imaginaire : une perte d'intégrité territoriale encourage les mythes de l'identité nationale, qui dans les sociétés en transition fournissent une compensation symbolique mystificatrice  aux personnes  désorientées par la désintégration d'un  et d'anciennes structures sociales. Dans Женское политическое бессознательное (« L'inconscient politique des femmes »), elle se distancie du féminisme nationaliste ukrainien, considérant les images romantiques de « mères de la nation » sacrificielles comme piégeant les femmes dans des rôles sociaux mystificateurs semblables à un « viol » symbolique.
En mars 2022, alors que Kharkiv est assiégée par les forces russes après l'invasion russe de l'Ukraine en 2022, Jerebkina écrit une « Dépêche de l'Université nationale de Kharkiv » pour la Boston Review qui réfléchit à l'entreprise guerrière de Vladimir Poutine en Ukraine dans le prisme de ce que Judith Butler a appelé « le nouveau fascisme ». Elle y réfléchit aussi à l'importance des études sur les femmes dans les pays post-soviétiques dans leur ensemble. Elle appelle à « une lutte de nous tous contre les bellicistes », plutôt qu'à une « lutte mal interprétée entre la 'vérité russe' et la 'vérité européenne' »,. Peu après qu'elle ai publié cet article, son quartier est bombardé et elle décide de quitter l'Ukraine avec son mari.
Bien qu'Ukrainiens, Irina Jerebkina et son mari écrivent la plupart de leurs ouvrages en russe, et des lois sont passées en Ukraine après le début de la guerre limitant l'accès des Ukrainiens aux ouvrages russes, dont les leurs. Jerebkina est préoccupée aussi par le recours croissant de Volodymyr Zelensky aux lois martiales en Ukraine qui restreignent la liberté de la presse. Bien qu'Ukrainienne, elle est persuadée que l'étude des classiques russes comme Tolstoï et Dostoïevski, auteurs éminemment en faveur de la non-violence, est une arme non négligeable contre le régime de Poutine.
À la suite de l'invasion de l'Ukraine, la plupart des cours universitaires sont donnés en ligne. Les étudiantes et étudiants de Jerebkina partent de Kharkiv pour l'étranger ou des régions moins exposées au conflit. À la suite de cela, l'Université met fin à son contrat en août 2022.
Jerebkina quitte l'Ukraine pour Londres en mars 2023 après s'être vu proposer un poste à la London School of Economics.

## Publications
- (ru) Женское политическое бессознательное [L'inconscient politique des femmes]. Kharkiv, 1996. Réédité à Saint-Pétersbourg : Aleteia, 2002[7].
- (éd.) Femina postsovietica : украинская женщина в переходный период : от социальных движений к политике [Femina postsovietica. Femme ukrainienne en transition : des mouvements sociaux à la politique]. Kharkiv, 1999[8].
- (ru) Страсть: женское тело и женская сексуальность в России [Passion : le corps féminin et la sexualité féminine en Russie]. Saint-Pétersbourg : Aleteia, 2001[9].
- (ru) Гендерные 90-е, или Фаллоса не существует [Le genre des années 90, ou le Phallus n'existe pas]. Saint-Pétersbourg : Aleteia, 2003.
- (ru) Феминистская интервенция в сталинизм, или, Сталина не существует [L'intervention féministe dans le stalinisme, ou Staline n'existe pas]. Saint-Pétersbourg : Aleteia, 2006[10].